# RickvanV doet 2
RickvanV doet 2 was een nachtradioprogramma van PowNed op de Nederlandse publieke radiozender NPO Radio 2.
Vanaf dinsdag 6 november 2018 was het programma elke maandag tot en met donderdag te horen tussen 2:00 en 4:00 uur 's nachts. Rick van Velthuysen, die eerder de ochtendshow maakte op de internetzender Traffic Radio en daarvoor op Radio Veronica, presenteerde het programma. De eerste twee maanden presenteerde Rick van Velthuysen het programma alleen, en sinds 1 januari 2019 samen met Erik-Jan Rosendahl, later Koert Walraven, als sidekick. Vanaf april 2019 was de uitzending van maandag verplaatst naar vrijdag. Per januari 2022 verhuisde het programma van dinsdag tot en met vrijdag naar het tijdslot 00:00 tot 03:00 uur.
Op woensdag 31 mei 2023 was de laatste uitzending. Door de overstap van Rick van Velthuysen naar Radio Veronica, werd het programma door de NPO direct van de zender gehaald.